# 圣乔瓦尼堡
圣乔瓦尼堡（義大利語：Castel San Giovanni）是意大利皮亚琴察省的一个市镇。总面积44.67平方公里，人口13826人，人口密度309.5人/平方公里（2009年）。ISTAT代码为033013。